# Tiffany Gauthier
Tiffany Gauthier (Saint-Étienne, 2 dicembre 1993) è un'ex sciatrice alpina francese.

## Biografia
Originaria di Tignes e attiva dal novembre del 2008, la Gauthier ha esordito in Coppa Europa il 1º marzo 2010 ad Auron in supergigante, senza completare la prova, in Coppa del Mondo il 23 gennaio 2016 a Cortina d'Ampezzo in discesa libera, piazzandosi 48ª, e ai Campionati mondiali a Sankt Mortiz 2017, dove si è classificata 25ª nella discesa libera e 23ª nel supergigante. Il 13 gennaio 2018 ha ottenuto a Bad Kleinkirchheim in supergigante il miglior piazzamento in Coppa del Mondo (4ª), bissato il giorno successivo nella medesima località in discesa libera; ai successivi XXIII Giochi olimpici invernali di Pyeongchang 2018, sua prima presenza olimpica, si è classificata 13ª nella discesa libera e 22ª nel supergigante.
L'anno dopo ai Mondiali di Åre 2019 è stata 26ª nella discesa libera e 23ª nel supergigante; il 9 febbraio 2020 ha replicato per la terza volta il suo miglior piazzamento in Coppa del Mondo, a Garmisch-Partenkirchen in supergigante (4ª), mentre ai Mondiali di Cortina d'Ampezzo 2021, sua ultima presenza iridata, si è piazzata 23ª nella discesa libera e 21ª nel supergigante. Ha preso per l'ultima volta il via in Coppa del Mondo il 30 gennaio 2022 a Garmisch-Partenkirchen in supergigante (23ª) e ai successivi XXIV Giochi olimpici invernali di Pechino 2022 è stata 28ª nel supergigante e non ha completato la discesa libera che è stata l'ultima gara della sua carriera, poiché ha annunciato il ritiro al termine di quella stessa stagione 2021-2022.

## Palmarès

### Coppa del Mondo
- Miglior piazzamento in classifica generale: 37ª nel 2018

### Coppa Europa
- Miglior piazzamento in classifica generale: 56ª nel 2016

### Campionati francesi
- 2 medaglie:
  - 1 oro (discesa libera nel 2017)
  - 1 argento (supergigante nel 2017)